# Cyrtodactylus nuaulu
Cyrtodactylus nuaulu là một loài thằn lằn trong họ Gekkonidae. Loài này được Oliver, Edgar, Mumpuni, Iskandar & Lilley mô tả khoa học đầu tiên năm 2009.